# Mystère catholique
Mystère catholique est un tableau réalisé par le peintre français Maurice Denis en 1889. Cette huile sur toile est une peinture chrétienne qui représente une jeune femme entièrement vêtue de blanc saluant un diacre précédé par deux enfants de chœur porteurs de cierges.
La scène se déroule près d'une fenêtre sur le bord de laquelle un soliflore contient du lys, et toutes les figures arborent une auréole, ce qui confirme qu'il s'agit d'une variation sur l'Annonciation dans l'art. Dans la composition renouvelée, l'archange Gabriel a simplement été remplacé par les trois officiants, la jeune personne ne se distinguant guère de Marie annoncée telle que la connaît usuellement l'iconographie chrétienne.
L'œuvre est conservée au musée départemental Maurice-Denis, dans les Yvelines, depuis une donation en 1976. Il s'agit de la plus grande et de la plus synthétique des six versions connues de par le monde.